# Rübenbahn

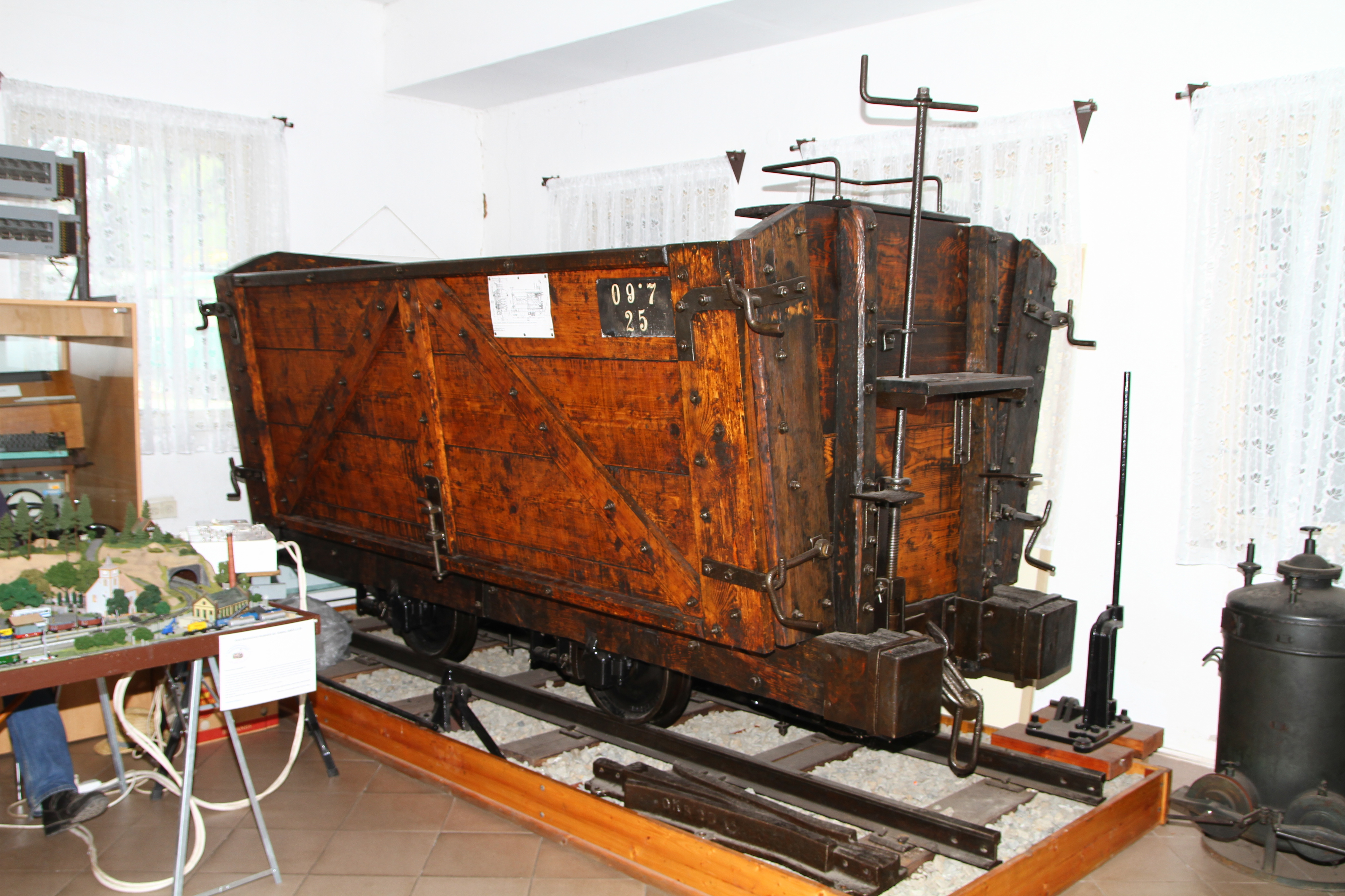
Offener Güterwagen der Rübenbahn Dymokury (Eisenbahnmuseum Lužná u Rakovníka, 2017)

Eine Rübenbahn war eine schmalspurige Werkbahn einer Zuckerfabrik. Auf ihr wurden während der Rübenkampagne im Herbst die Zuckerrüben vom Feld zur Verarbeitung in der Fabrik transportiert. Sie wurden ab den 1960er Jahren zugunsten des Straßentransportes mittels Lastkraftwagen aufgegeben.
Als Rübenbahn werden synonym auch einige öffentliche Bahnen bezeichnet, auf denen neben dem allgemeinen Güterverkehr auch Reisezüge fuhren. Diese konnten auch regelspurig sein. 